# 風色幻想4 聖戰的終焉
̝
《風色幻想4～聖戰的終焉～》是弘煜科技开发的戰略角色扮演遊戲。為菲利斯多篇的最後部分，也是前作《風色幻想III～罪與罰的鎮魂歌～》的補完。游戏於2005年7月13日在台湾發售，中国大陆则由寰宇之星代理，於2005年11月11日发行。

## 故事簡介
接續前作部分劇情。
因先前光之原罪徽章所引發的喚龍石事件，導致大陸南方的龍之墓塚陸續發生不尋常的怪事，聖都尼魯派遣新生帶刀祭司妮依‧迪亞諾耶魯調查，而在布朗西斯女王希洛依的指示下，禁衛隊隊長法姆‧馮‧布朗西斯與其副官修依‧海爾藍特奉命協助調查，於是展開了冒險……

## 角色簡介

### 新登場角色
妮依‧迪亞諾耶魯
職業：帶刀祭司
出身於聖都尼魯的名門－迪亞諾耶魯，但因多年前的黑死病而導致家族衰敗，後為費恩所救。與前作女主角凱琳為同窗好友，崇拜前輩薩雷夫。故事剛開始時，剛通過災厄殿試練而成為帶刀祭司，是少見的天才。因奉命淨化先前喚龍石事件時被擊敗而陷入瘋狂的黑羽龍的靈魂而前往山岳王國布朗西斯。
在海潮島戰役時，因喚醒第四魔王‧梅爾西迪斯而脫隊，其後多次與眾人產生衝突，在加瑟多企圖喚醒凱琳體內的邪神‧迪斯雅時，曾介入阻止，但失敗。在下一章《未被決定的未來》時，重新歸隊。
與修伊關係曖昧。
在《TRUE‧END》中，與修伊、克蘿蒂亞和耶米拉組成冒險隊，但有將失控的可能。
修伊‧海爾藍特
職業：劍鬥士 (後期轉為劍聖)
原出身於有赤羽的龍騎士之稱的海爾藍特家，但因父親參與騎龍王事件，而導致家族在事件後瀕臨滅絕。原是布朗西斯第四龍騎隊小隊長，因喚龍石事件中表現突出，而被任命為禁衛隊一員，擔任隊長法姆的副官。個性樂觀且富有熱血和正義感，但也執著於力量，及對前聖焰「修羅將軍」西撒抱持敵意。
在潔拿魯戰役時，曾嘗試挑戰狂王‧蘭斯，但力量懸殊而戰敗。
在第五章《未被決定的未來》時，得到蘭斯贈與從克蘿蒂亞那買來的辛格爾德佩刀邪劍嗜血，象徵被其看好。
最後於不沉之月時，成功勸說耶米拉拜訪第二世界。
梅爾西迪斯
被稱為災與狼的魔神，為最初的邪神之禍時，邪神‧迪斯雅的第七使徒，但被霸王‧凱科多封印於狂王之墓的王座之上，為妮依喚醒。事實上，其為第一世界的冥族成員，貴為冥王之下的第四魔王，因不明原因來到第二世界。
第二次冰與火戰爭時，復活了因與西撒戰鬥而身亡的「羅剎將軍」蕾菲娜。
而在加瑟多企圖喚醒迪斯雅時，前往干擾。
實際上是風色幻想II的炎狼軍領袖沙迪克的轉世，在不沉之月的戰鬥後，與死神‧裘卡一同回到水藍之星。
迪斯路亞
第一世界的冥族之王，即為風色幻想一代中登場的艾薩斯，原為加瑟多佔據身體，在其與迪斯雅之魂消散後，重新得到身體的掌控權。
在風1結局後，因感應到露菲雅有危險，而前往不沉之月，但被失控的耶米拉擊敗，後更被耶米拉放入加瑟多的靈魂，而失去身體主控權。
《TRUE‧END》後，與露菲雅、安潔妮以冒險者身分一同旅行。
拉克西絲
在加瑟多與迪斯雅消失後方才登場的秩序女神，外貌仍是黑色新娘‧辛德蕾拉，而主要意識即是風色幻想一代的女主角露菲雅‧希爾達。
雖說是與凱琳、辛德蕾拉共有身體，但其實是身體的原主，因亞蒂瑪的實驗而納入凱琳之魂。
後因復活的虛無神‧賽特的陰謀，而在迪斯路亞面前受到重傷，而其散出的菲利斯多成為修伊眾人擊破耶米拉外層的關鍵。
耶米拉
創造第一世界與第二世界的至高神，居於不沉之月上，因過去賽特之亂的緣故，而陷入瘋狂狀態。
耶米拉即是水藍之星的光輝女神艾絲特爾，在離開水藍之星後，再創造了第一與第二世界，但因原肉體已被毀損，而附身在有翼人‧映舞的身上，在創世完成後，被由映舞的丈夫燦夜轉生的虛無神‧賽特反叛，雖然成功將其擊敗，但因菲利斯多的副作用而受困於罪與罰中。
後在吸收命運二女神後，曾一度恢復正常，但因見到關心而尾隨露菲雅來到不沉之月的迪斯路亞，而再度陷入瘋狂，在將加瑟多之魂放入迪斯路亞身體後，又再次陷入罪與罰之中。

### 舊角色
為《風色幻想III～罪與罰的鎮魂歌～》已登場過之角色。
斷罪之翼
原為消弭原罪劫而由當時的聖焰王辛格爾德成立的組織，原罪劫結束後，其成員仍以原名行動。
凱琳‧賽拉菲姆
職業：祭司
前作女主角。
白髮紫瞳的夜鷲族少女，自小被聖都主教費恩收養，天生的白髮與優美歌藝讓她被稱為「夜鷲的白髮歌姬」（不過在遊戲中從沒唱過歌）。
年幼時因「黑色新娘的悲劇」失去母親，誓殺黑色新娘成為她與雪菈共同的目標。個性堅強，做任何事都非常努力決不輕言放棄。她的座右銘是「奇蹟的公式等於萬千努力加上決不放棄」。
其實為空之島的大魔導師亞蒂瑪的女兒，但原為死胎，是亞蒂瑪以漂流到第二世界的露菲雅改造為其軀體，並因迪斯雅之魂附著方才存在，後因見到再次踏上空之島卻擁有迪斯路亞軀體的加瑟多而魔力失控，導致「黑色新娘的悲劇」發生，但本人並不知道。
《TRUE‧END》時，自願放棄存在而回到輪迴之流轉世，十六年後，再次回到潔拿魯。

雪菈‧貝祺朵
職業：武聖
守護魔女亞蒂瑪的「護之一族」倖存者，從小就守在凱琳身邊，兩人情同姊妹。擅長各種武鬥技巧。因為「黑色新娘的悲劇」失去所有族人，使她對黑色新娘的復仇信念非常執著。
本以為能夠和同為「黑色新娘的悲劇」下的倖存者凱琳一同努力進步，將來擊敗黑色新娘－辛德蕾拉。誰知原來凱琳就是辛德蕾拉的本體，令雪菈一度無法振作，在TrueEnd的路線中於空之島遺跡裡希望打倒辛德蕾拉，讓凱琳得到解放。
安潔妮‧法奈爾III
職業：祭司
來自異國，為尋找摯友-露菲雅‧希爾達而行動的聖職者，因能施展絕對封印法─拉克西絲禁咒而被網羅進斷罪之翼，與希絲緹那、蘭斯同期。因在冰與火戰爭中為救冷夜軍，而以拉克西絲禁咒封印大量聖焰軍及原罪徽章(水與光)。曾在《風色幻想～魔導聖戰》登場。
其實在追尋露菲雅而步上不沉之月通道時已經身亡，但與其師賽莉耶一同漂流到第二世界的空之島，為亞蒂瑪以原本研究來復活凱琳的技術重生為多個個體，〝III〞為標號。
在加瑟多的陰謀下，被凱琳解除拉克西絲禁咒的封印，於第五章歸隊。
西撒‧赤紅‧聖亞里昂
職業：騎士(中期轉為英雄王)
前作男主角，因過去的無數戰績被稱為「修羅將軍」，擅長戰術的運用，有著優異的指揮能力。雷歐哈特的養子。
冰與火戰爭時，因對聖焰以原罪徽章為戰爭武器不恥而投入冷夜，更與養父雷歐哈特兵戎相見，是戰後被聖焰列為叛國賊。
後因意外發現能使用凱琳從祭風之塔帶回的輝煌焰，而至布朗西斯調查自己身世，意外發現自己身世，是聖焰前王之女法莉絲所生，而在第二次冰與火戰爭後，即位為聖焰王。
帕魯瑪‧艾莉卡
職業：禁咒法師
性格古怪的天才魔導師，總放心不下修羅將軍-西撒，西撒的副官，雷歐哈特的四名養子女之一。
其實原為布朗西斯的第二公主，為蕾菲娜之妹，但因騎龍王事件離開布朗西斯，而為父親的好友雷歐哈特收養。
喜歡西撒，而對九音抱有些許敵意，但自覺在西撒心裡比不上九音而讓步。
冷夜
九音‧赤蝶
職業：暗殺者
責任感深重的赤蝶族年輕族長，亦為現任冷夜皇帝，與西撒有某種情愫。
聖焰
希絲緹娜‧沙亞特
職業：聖靈導師
藍斯的妹妹，現任聖焰王，但不受長老院重視，雖然與艾爾札克為情人，卻因身分而得對立。
早已知道親生母親為弗妮，持有地之原罪徽章，在第二次冰與火戰爭時，因受到太多衝擊而失控，一度被原罪徽章控制，後為艾爾札克喚回。
不沉之月結束後，與艾爾札克、幽彌在輝煌殿附近做起生意。
艾爾札克‧提爾哈洛德
職業：暗殺者
出身於貧民窟，因在聖燄武鬥會的優異表現被人民譽為平民英雄，被傑奧斯推薦進入斷罪之翼，卻作反叛軍的間諜，後背叛伊格那，而同時完結賽連反叛軍及原罪劫。因暗殺冷夜皇曼菲斯特而引發冰與火戰爭，後又因暗殺聖焰王傑奧斯而被通緝。與希絲緹那為戀人。
其實是弗妮偽造命令暗殺曼菲斯特，而暗殺傑奧斯一事則是被陷害。
克蘿蒂亞‧費若尼茲
職業：遊俠
賽連反叛軍領袖伊格那之女，為艾爾札克幼時好友，暗戀艾爾札克。在原罪劫後期，賽連反叛軍因艾爾札克背叛而被瓦解時，一度失去蹤影，後收留被通緝的艾爾札克。
隨艾爾札克一同加入修伊等人的隊伍，與修伊關係很好，曾因為好玩，而使辛格爾德的劍盾互擊，讓英雄之盾損壞。
《TRUE‧END》時，與修伊、妮伊成為冒險隊同伴。
愛斯玲‧綠‧聖亞里昂
職業：火槍手
西薩的義妹，個性天真活潑的槍術高手，聖亞里昂目前的領主。
蕾菲娜‧艾莉卡
職業：羅剎騎士
原斷罪之翼的教官，有著「羅剎將軍」之名的女騎士，帕魯瑪的親姊姊，和妹妹同樣是雷歐哈特的養女。
對西撒抱有敵意，對其年輕便擁有的「修羅將軍」的稱號不是滋味。
因對喚龍石事件時聖焰的處理態度不滿而脫離，後因成為弗妮的同黨而暗中回到聖焰，持有風之原罪徽章，但在第二次冰與火戰爭時，挑戰西撒而落敗命危，為梅爾西迪斯所救。
《TRUE‧END》中，再度回到聖焰輔佐西撒。
拉法利翁‧瑞恩
斷罪之翼的原教官，聖燄聯合的聖殿將軍，個性熱血，是名大聲公，他的教育方式讓斷罪之翼成員們吃了不少苦頭。
潔拿魯
藍斯‧沙亞特
職業：狂王
原是聖燄的皇子，被眾人稱為天才，實際上是「努力的天才」，有著極強的毅力與自尊心，但在與西撒相比下遜色，更在冰與火戰爭爆發不久後失蹤，後在潔拿魯比武大會上，以災厄焰擊敗持有火之原罪徽章的烏德斯，成為新任的王。是凱琳的仰幕對象。
其實並非聖焰王血脈，是以無法使用輝煌焰，卻意外繼承了霸王‧凱科多的災厄焰(就是其手中的劍)。
因不甘自己身世，而與冷夜聯手發起第二次冰與火戰爭，卻在凱琳勸說下放棄戰爭。
看好修伊，而從克蘿蒂亞那買回辛格爾德的配劍，作為恭喜修伊轉職的禮物。
在不沉之月上，一度不願意凱琳進入輪迴之流，但在其勸說下而放棄堅持，十六年後，遇見轉生後而且通過比武大會的凱琳。
芬利魯
職業：格鬥專家
狂王藍斯的副手，對其主十分忠誠。
山岳王國－布朗西斯
法姆‧馮‧布朗西斯
職業：劍鬥士
布朗西斯禁衛軍隊長，為修伊的上司，於喚龍石事件時，曾受女王希洛依之命援助斷罪之翼。
聽得懂魔獸幻之種族的話，但自己卻不知道是項怪事。
《TRUE‧END》中，貌似在聖焰舞會上與克萊普跳舞。
希洛依
布朗西斯的代理女王。
因為在先前喚龍石事件時曾被光之原罪徽章章控制，在原罪徽章被加瑟多解放時，被光之原罪徽章模仿樣貌。
自由王國─香格里拉
沒有國王也沒有軍隊，僅由商人組成的聯合貿易組織「鐵十字」掌管規劃，成為一個像國家又不太像國家的奇特土地。
幽彌‧紫剡
職業：獵人
著名的魔獸獵人，斷罪之翼前任成員，原本和愛斯玲是好友，因為了追查過去破壞自己村子的魔獸─巴弗滅而離開，但讓兩人友情出現裂痕。
遊戲設定上，與修伊為全部能控制人物裡，僅有的魔獸捕捉者。
與收養她的克萊普關係曖昧，在《NORMAL‧END》中似乎已與其結婚，《TRUE‧END》中卻與希絲緹娜及艾爾札克開啟商店。
克萊普‧艾文格雷 
香格里拉現任領主，斷罪之翼的教官兼資金贊助者，也是幽彌與愛斯玲的老師，過去有著「蒼狼的魔彈射手」的恐怖稱號，但其實性格風趣，有著一副娃娃臉，實際年齡不明。
聖都尼魯
費恩‧里希塔爾
凱琳與雪菈的養父，因十多年前的黑死病救災有功，而獲頒為聖者，更成為聖都的大主教。
其實是百年前被認為已死的加瑟多，因擁有迪斯路亞的身體而存活至今，是「黑色新娘的悲劇」的關鍵人，也是聖都黑死病的元兇。
因過去的情人「精靈少女依葉」(迪斯雅轉世)被六大聖靈處死之事，而對一切十分憎恨，在亞蒂瑪提點下，進入不沉之月，卻亡於通道，恰巧被暫時恢復理智的耶米拉查覺，被放入迪斯路亞體內，而設計利用原罪徽章復仇。持有耶米拉所製作的第七個原罪徽章「傲慢」。
是霸王‧凱科多、英雄王‧漢彌爾及第一世界的魔人‧西昂的轉生，更是有翼人‧燦夜和虛無神‧賽特的轉生，其實與迪斯雅同是悲哀的靈魂，因賽特之亂而被耶米拉施以詛咒，在滄海之源戰役將終時，原該與迪斯雅之魂一起消失，但因迪斯雅的菲利斯多而使得數世之前的賽特復活。
愛西亞‧可魯迪娜
斷罪之翼的教官，被稱為「時律的巫女」，發明並指導凱琳使用封印原罪徽章的「大封印之法」。
其實是弗妮，本人於故事開始十多年前就被其取代並軟禁，後因西撒逃獄事件而被眾人發現。
在加瑟多事件後，成為新任大主教。
弗妮
擁有原罪徽章「噬魂」的神秘女性，能召喚古代魔獸巴弗滅，不斷阻擾斷罪之翼封印原罪徽章的行動。其實是希絲緹娜與藍斯的母親。
原為法莉絲公主的侍女，因法莉絲產下西撒後體弱病亡，而被傑奧斯利用，做為法莉絲的影子，生下希絲緹娜與藍斯，後被傑奧斯慘忍殺傷。
雖被加瑟多所救，成為其黨羽，而取代愛西亞身分，但因不能認同其理念而暗中反叛。
最後，因持有的原罪徽章被凱琳封印，而欲直接刺殺費恩，但反被其以沾有自己血液的短劍殺死。
其他人物
貝莉卡
職業：血輪迴死神
妖魘之海的死神，說話時喜歡在語尾加~喵。
其實應該是藍斯與希絲提娜的妹妹，但因弗妮在懷孕時受到重傷，而在加瑟多以菲利斯多修改因果時被排除。
裘卡
與貝莉卡一樣為死神，但未曾見其離開祭風之塔，是《風色幻想II～aLIVE～》中登場的黑髮死神。
在風2劇情後，帶著死去的沙迪克之魂，來到耶米拉新創造的世界，為了等待沙迪克重生及菲利斯多的束縛，而留在祭風之塔。
《TRUE‧END》後，與梅爾西迪斯步上回水藍之星的歸途，並與法魯許諾，將開啟水藍之星與祭風之塔的通道。
法魯
祭風之塔（知識之神的海市蜃樓）的主人。曾在弘煜早期作品《幻想時空》登場。
賽莉耶‧艾絲特里亞
被人們稱為「異國的賢者」，安潔妮的老師。曾在《風色幻想～魔導聖戰～》登場的人物。
當初在不沉之月的通道上，為了保護安潔妮而用盡魔力，是無法戰鬥的狀態。(事實上，第二世界與第一世界的屬性系統也不同，而使擅長的召喚魔法無法使用。)

### 商店娘
塔莉.塔莉
青江菜
凱蒂
鬼夜叉
英格莉爾
依德貝理
商店A.魔恩.貝莉絲
瓦潔.哈蕾路基亞斯
黑百合

## 雙結局
故事進行到第五章，可以選擇直接進入滄海之源擊敗加瑟多，也可以選擇觸發隱藏劇情進入雪繪村。
但未完成隱藏劇情而進入滄海之源時，將進入悲傷的《NORMAL‧END》，故事也會在擊敗加瑟多後步入結局。
反之，完成隱藏劇情而擊敗加瑟多時，則是《TRUE‧END》，故事則會延續到不沉之月的戰鬥方才完畢。

## 資料片《祭風之塔的最後戰役》
劇情是接續正篇《TRUE‧END》的部份，但遊戲上，即使未完成正篇劇情或進入《NORMAL‧END》，仍可以進行遊戲，且在有完成正篇劇情時，可以選擇是否繼承裝備與能力。
如名字所述，劇情主要是在於祭風之塔，共有一百層可以挑戰，其中敵人更有之前對立的角色，而在每過十層後，可以選擇暫時離開祭風之塔而繼續在大地圖冒險。